# Phelsuma comorensis
El gecko diurno de las Comoras (Phelsuma comorensis) es una especie de gecos de la familia Gekkonidae.
Es endémica de la isla de Gran Comora, en las Comoras.
Se encuentra amenazada por la pérdida de su hábitat natural.